# 2000 YG2
2000 YG2, também escrito como 2000 YG2, é um objeto transnetuniano (TNO) que está localizado no cinturão de Kuiper, uma região do Sistema Solar. Ele é classificado como um cubewano. O mesmo possui uma magnitude absoluta de 7,7 e tem um diâmetro com cerca de 127 km.

## Descoberta
2000 YG2 foi descoberto no dia 17 de dezembro de 2000 pelos astrônomos M. J. Holman e B. Gladman, T. Grav.

## Órbita
A órbita de 2000 YG2 tem uma excentricidade de 0,085 e possui um semieixo maior de 42,823 UA. O seu periélio leva o mesmo a uma distância de 39,173 UA em relação ao Sol e seu afélio a 46,472 UA.